# Petrus Columbus
Petrus Jacobi Columbus, född 25 januari 1594 i Brunsbo, Skara, död 11 oktober 1664 i Larvs socken, var en svensk präst och riksdagsman.

## Biografi
Petrus Columbus var son till biskop Jacobus Johannis Westrogotus och Anna Arvidsdotter, och bror till Olaus Columbus. Bröderna upptog det latinska namnet för duva, Columbus, efter modern som tillhörde en släkt med det namnet. Fadern var 77 år när han föddes. Hans skolgång i Skara skola fick avbrytas till följd av krig med Danmark, varför han flyttade till Vadstena, och sedan Linköping där han fullföljde studierna. 1614 inskrevs han vid Uppsala universitet, men for till Tyskland där han studerade i flera år och där han sedermera blev magister. Sedan han 1623 återkommit till Sverige, var han en tid skolmästare i Göteborg. 1624 tillträdde han som kyrkoherde i Larvs socken, och 1652 som kontraktsprost.
Columbus var riksdagsman 1649.
Hans hustru Brita var dotter till superintendenten i Göteborg, Sylvester Johannis Phrygius och dotterdotter till Petrus Benedicti Oelandus. Sonen Jacob var lektor i Skara, och dottern Karin gift med Johannes Jonæ Hedræus.